# Como Calcio 1971-1972
Questa voce raccoglie le informazioni riguardanti il Como Calcio nelle competizioni ufficiali della stagione 1971-1972.

## Stagione
Nella stagione 1971-1972 il Como disputa il campionato di Serie B, con 46 punti ottiene il quarto posto in classifica. Con 50 punti la Ternana vince il Torneo e sale in Serie A, accompagnata dalla Lazio con 49 punti e dal Palermo con 48 punti. Scendono in Serie C il Livorno con 26 punti, il Sorrento con 25 punti ed il Modena con 22 punti.
La truppa affidata ad Eugenio Bersellini ha disputato un ottimo campionato alla pari con il Palermo, battuto in casa e scavalcato in classifica, ma il finale del torneo è stato rocambolesco, a Catania il 19 marzo (2-2) vi è stata una invasione campo, con vittoria ottenuta (0-2) a tavolino, poi il ricorso degli etnei ha ufficializzato il verdetto del campo e tolto un punto ai lariani. Poi quando la promozione sembrava ad un passo, un vistoso calo nel finale di torneo, con quattro sconfitte e due pareggi, hanno compromesso per il Como l'esito del campionato, addio promozione e amaro quarto posto in classifica. Miglior realizzatore stagionale dei lariani è stato Luigino Vallongo autore di 15 reti, 1 in Coppa Italia e 14 in campionato. In Coppa Italia inserito nel primo girone di qualificazione, vinto dall'Inter che va al girone di semifinale, il Como ha ottenuto il terzo posto.

## Rosa
| N. |                   | Ruolo | Calciatore         |
| -- | ----------------- | ----- | ------------------ |
|    | Italia (bandiera) | P     | Renato Cipollini   |
|    | Italia (bandiera) | P     | Luciano Zamparo    |
|    | Italia (bandiera) | D     | Luigi Danova       |
|    | Italia (bandiera) | D     | Antonio Ghelfi     |
|    | Italia (bandiera) | D     | Adriano Martelli   |
|    | Italia (bandiera) | D     | Roberto Melgrati   |
|    | Italia (bandiera) | D     | Luigi Paleari      |
|    | Italia (bandiera) | D     | Giuseppe Trinchero |
|    | Italia (bandiera) | C     | Pierluigi Lambrugo |

| N. |                   | Ruolo | Calciatore         |
| -- | ----------------- | ----- | ------------------ |
|    | Italia (bandiera) | C     | Adriano Lombardi   |
|    | Italia (bandiera) | C     | Alfredo Magni      |
|    | Italia (bandiera) | C     | Doriano Pozzato    |
|    | Italia (bandiera) | C     | Luigi Villa        |
|    | Italia (bandiera) | A     | Claudio Correnti   |
|    | Italia (bandiera) | A     | Renzo Garlaschelli |
|    | Italia (bandiera) | A     | Giacomo Libera     |
|    | Italia (bandiera) | A     | Alessandro Turini  |
|    | Italia (bandiera) | A     | Luigino Vallongo   |

## Risultati

### Serie B

#### Girone di andata
| Livorno 26 settembre 1971, ore 14.30 1ª giornata | Livorno             | 0 – 0 referto | Como | Stadio Ardenza\| Arbitro: \| Vannucchi (Bologna) \| |
| Arbitro:                                         | Vannucchi (Bologna) |               |      |                                                     |

| Arbitro: | Calì (Roma) |

|                            |           |                           |
| Vallongo 37’ Trinchero 40’ | Marcatori | 2’ Cini 47’ (rig.) Turone |

| Foggia 10 ottobre 1971, ore 14.30 3ª giornata | Foggia                    | 0 – 0 referto | Como | Stadio Pino Zaccheria\| Arbitro: \| Campanini (Finale Emilia) \| |
| Arbitro:                                      | Campanini (Finale Emilia) |               |      |                                                                  |

| Arbitro: | Monforte (Palermo) |

|                             |           |  |
| Garlaschelli 35’ Libera 88’ | Marcatori |  |

| Arbitro: | Cantelli (Firenze) |

|                                |           |                   |
| Chinaglia 46’ (rig.), 64’, 75’ | Marcatori | 50’ (aut.) Wilson |

| Arbitro: | Levrero (Genova) |

|  |           |           |
|  | Marcatori | 21’ Baisi |

| Arbitro: | Mascali (Desenzano del Garda) |

|                   |           |  |
| Danova 87’ (aut.) | Marcatori |  |

| Arbitro: | Andreoli (Padova) |

|                         |           |  |
| Libera 27’ Lombardi 84’ | Marcatori |  |

| Arbitro: | Stagnoli (Bologna) |

|           |           |  |
| Volpi 84’ | Marcatori |  |

| Arbitro: | Michelotti (Parma) |

|              |           |  |
| Vallongo 35’ | Marcatori |  |

| Arbitro: | Marino (Taranto) |

|                           |           |  |
| Vallongo 6’ Trinchero 14’ | Marcatori |  |

| Monza 12 dicembre 1971, ore 14.30 12ª giornata | Monza            | 0 – 0 referto | Como | Stadio Gino Alfonso Sada\| Arbitro: \| Casarin (Milano) \| |
| Arbitro:                                       | Casarin (Milano) |               |      |                                                            |

| Arbitro: | Moretto (San Donà di Piave) |

|          |           |              |
| Zeli 19’ | Marcatori | 62’ Lombardi |

| Arbitro: | Stagnoli (Bologna) |

|               |           |  |
| Trinchero 66’ | Marcatori |  |

| Arbitro: | Busalacchi (Palermo) |

|            |           |                                      |
| Vastola 1’ | Marcatori | 22’ (rig.) Vallongo 83’ Garlaschelli |

| Como 9 gennaio 1972, ore 14.30 16ª giornata | Como                       | 0 – 0 referto | Arezzo | Stadio Giuseppe Sinigaglia\| Arbitro: \| Trinchieri (Reggio Emilia) \| |
| Arbitro:                                    | Trinchieri (Reggio Emilia) |               |        |                                                                        |

| Brescia 16 gennaio 1972, ore 14.30 17ª giornata | Brescia          | 0 – 0 referto | Como | Stadio Mario Rigamonti\| Arbitro: \| Marino (Taranto) \| |
| Arbitro:                                        | Marino (Taranto) |               |      |                                                          |

| Como 23 gennaio 1972, ore 14.30 18ª giornata | Como              | 0 – 0 referto | Novara | Stadio Giuseppe Sinigaglia\| Arbitro: \| Laurenti (Padova) \| |
| Arbitro:                                     | Laurenti (Padova) |               |        |                                                               |

| Arbitro: | Moretto (San Donà di Piave) |

|  |           |                 |
|  | Marcatori | 33’ Passalacqua |

#### Girone di ritorno
| Arbitro: | Gialluisi (Barletta) |

|           |           |  |
| Magni 29’ | Marcatori |  |

| Arbitro: | Trinchieri (Reggio Emilia) |

|             |           |                     |
| Corradi 14’ | Marcatori | 38’ (rig.) Vallongo |

| Como 27 febbraio 1972, ore 14.30 22ª giornata | Como               | 0 – 0 referto | Foggia | Stadio Giuseppe Sinigaglia\| Arbitro: \| Stagnoli (Bologna) \| |
| Arbitro:                                      | Stagnoli (Bologna) |               |        |                                                                |

| Arbitro: | Monti (Ancona) |

|  |           |            |
|  | Marcatori | 60’ Turini |

| Arbitro: | Toselli (Cormons) |

|              |           |           |
| Vallongo 21’ | Marcatori | 68’ Massa |

| Arbitro: | Sgherri (Grosseto) |

|                              |           |                                |
| Bonfanti 35’ Francesconi 41’ | Marcatori | 24’ Turini 84’ (rig.) Vallongo |

| Arbitro: | Reggiani (Bologna) |

|              |           |  |
| Vallongo 20’ | Marcatori |  |

| Taranto 2 aprile 1972, ore 14.30 27ª giornata | Taranto              | 0 – 0 referto | Como | Stadio Salinella\| Arbitro: \| Barbaresco (Cormons) \| |
| Arbitro:                                      | Barbaresco (Cormons) |               |      |                                                        |

| Arbitro: | Campanini (Finale Emilia) |

|                     |           |            |
| Vallongo 88’ (rig.) | Marcatori | 33’ Traini |

| Arbitro: | Ciacci (Firenze) |

|  |           |                 |
|  | Marcatori | 29’, 37’ Turini |

| Arbitro: | Panzino (Catanzaro) |

|  |           |           |
|  | Marcatori | 75’ Villa |

| Arbitro: | Mascali (Desenzano del Garda) |

|                         |           |              |
| Vallongo 1’ (rig.), 89’ | Marcatori | 11’ Ballabio |

| Arbitro: | Gonella (Torino) |

|                                    |           |                      |
| Mastropasqua 4’ (aut.) Pozzato 13’ | Marcatori | 5’ Russo 71’ Marinai |

| Arbitro: | Barbaresco (Cormons) |

|                           |           |                 |
| Bercellino 20’ Landri 67’ | Marcatori | 32’, 51’ Turini |

| Arbitro: | Reggiani (Bologna) |

|                                     |           |              |
| Pozzato 28’ Vallongo 68’ Turini 84’ | Marcatori | 54’ Franzoni |

| Arezzo 28 maggio 1972, ore 14.30 35ª giornata | Arezzo             | 0 – 0 referto | Como | Stadio Comunale\| Arbitro: \| Stagnoli (Bologna) \| |
| Arbitro:                                      | Stagnoli (Bologna) |               |      |                                                     |

| Como 4 giugno 1972, ore 14.30 36ª giornata | Como                 | 0 – 0 referto | Brescia | Stadio Giuseppe Sinigaglia\| Arbitro: \| Gialluisi (Barletta) \| |
| Arbitro:                                   | Gialluisi (Barletta) |               |         |                                                                  |

| Arbitro: | Ciacci (Firenze) |

|  |           |                     |
|  | Marcatori | 19’ (rig.) Vallongo |

| Arbitro: | Trono (Torino) |

|                                 |           |  |
| Vignando 65’ (rig.) Zandoli 87’ | Marcatori |  |

### Coppa Italia

#### Primo turno
| Como 29 agosto 1971 1ª giornata | Como             | 0 – 0 | Varese | Stadio Giuseppe Sinigaglia\| Arbitro: \| Casarin (Milano) \| |
| Arbitro:                        | Casarin (Milano) |       |        |                                                              |

| Arbitro: | Levrero (Genoa) |

|  |           |           |
|  | Marcatori | 74’ Villa |

| Arbitro: | Branzoni (Pavia) |

|  |           |               |
|  | Marcatori | 35’ Bonisegna |

| Arbitro: | R. Lattanzi (Roma) |

|                |           |                                    |
| G. Merighi 53’ | Marcatori | 21’ Libera 32’ Vallongo 86’ Turini |

## Statistiche

### Statistiche di squadra
| Competizione | Punti | In casa | In casa | In casa | In casa | In casa | In casa | In trasferta | In trasferta | In trasferta | In trasferta | In trasferta | In trasferta | Totale | Totale | Totale | Totale | Totale | Totale | DR  |
| Competizione | Punti | G       | V       | N       | P       | Gf      | Gs      | G            | V            | N            | P            | Gf           | Gs           | G      | V      | N      | P      | Gf     | Gs     | DR  |
| ------------ | ----- | ------- | ------- | ------- | ------- | ------- | ------- | ------------ | ------------ | ------------ | ------------ | ------------ | ------------ | ------ | ------ | ------ | ------ | ------ | ------ | --- |
| Serie B      | 46    | 19      | 9       | 8       | 2       | 21      | 10      | 19           | 5            | 10           | 4            | 14           | 14           | 38     | 14     | 18     | 6      | 35     | 24     | +11 |
| Coppa Italia | 5     | 2       | 0       | 1       | 1       | 0       | 1       | 2            | 2            | 0            | 0            | 4            | 1            | 4      | 2      | 1      | 1      | 4      | 2      | +2  |
| Totale       |       | 21      | 9       | 9       | 3       | 21      | 11      | 21           | 7            | 10           | 4            | 18           | 15           | 42     | 16     | 19     | 7      | 39     | 26     | +13 |

### Statistiche dei giocatori
| Giocatore       | Serie B  | Serie B | Coppa Italia | Coppa Italia | Totale   | Totale |
| Giocatore       | Presenze | Reti    | Presenze     | Reti         | Presenze | Reti   |
| --------------- | -------- | ------- | ------------ | ------------ | -------- | ------ |
| R. Cipollini    | 33       | -22     | 4            | -2           | 37       | -24    |
| C. Correnti     | 32       | 0       | 4            | 0            | 36       | 0      |
| L. Danova       | 27       | 0       | 1            | 0            | 28       | 0      |
| R. Garlaschelli | 23       | 3       | 3            | 0            | 26       | 3      |
| A. Ghelfi       | 28       | 0       | 4            | 0            | 32       | 0      |
| P. Lambrugo     | 21       | 0       | 4            | 0            | 25       | 0      |
| G. Libera       | 13       | 2       | 1            | 1            | 14       | 3      |
| A. Lombardi     | 27       | 2       | -            | -            | 27       | 2      |
| A. Magni        | 32       | 1       | 4            | 0            | 36       | 1      |
| A. Martelli     | 1        | 0       | -            | -            | 1        | 0      |
| R. Melgrati     | 27       | 0       | 4            | 0            | 31       | 0      |
| L. Paleari      | 35       | 0       | 4            | 0            | 39       | 0      |
| D. Pozzato      | 18       | 2       | 2            | 0            | 20       | 2      |
| G. Trinchero    | 30       | 3       | 4            | 0            | 34       | 3      |
| A. Turini       | 22       | 7       | 1            | 1            | 23       | 8      |
| L. Vallongo     | 35       | 14      | 4            | 1            | 39       | 15     |
| L. Villa        | 29       | 1       | 4            | 1            | 33       | 2      |
| L. Zamparo      | 6        | -2      | -            | -            | 6        | -2     |